# Metro de Marsella

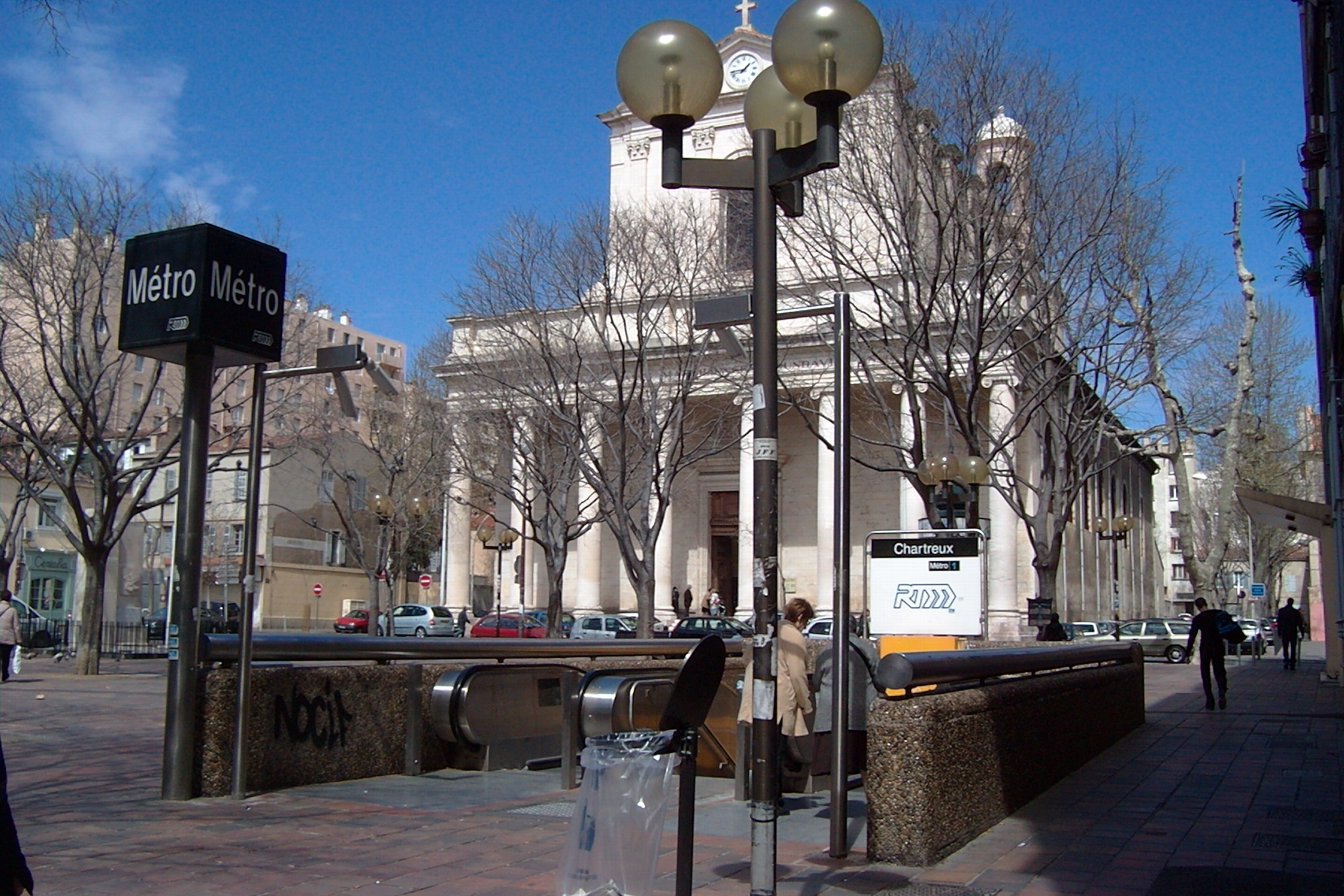
Estació de Chartreux

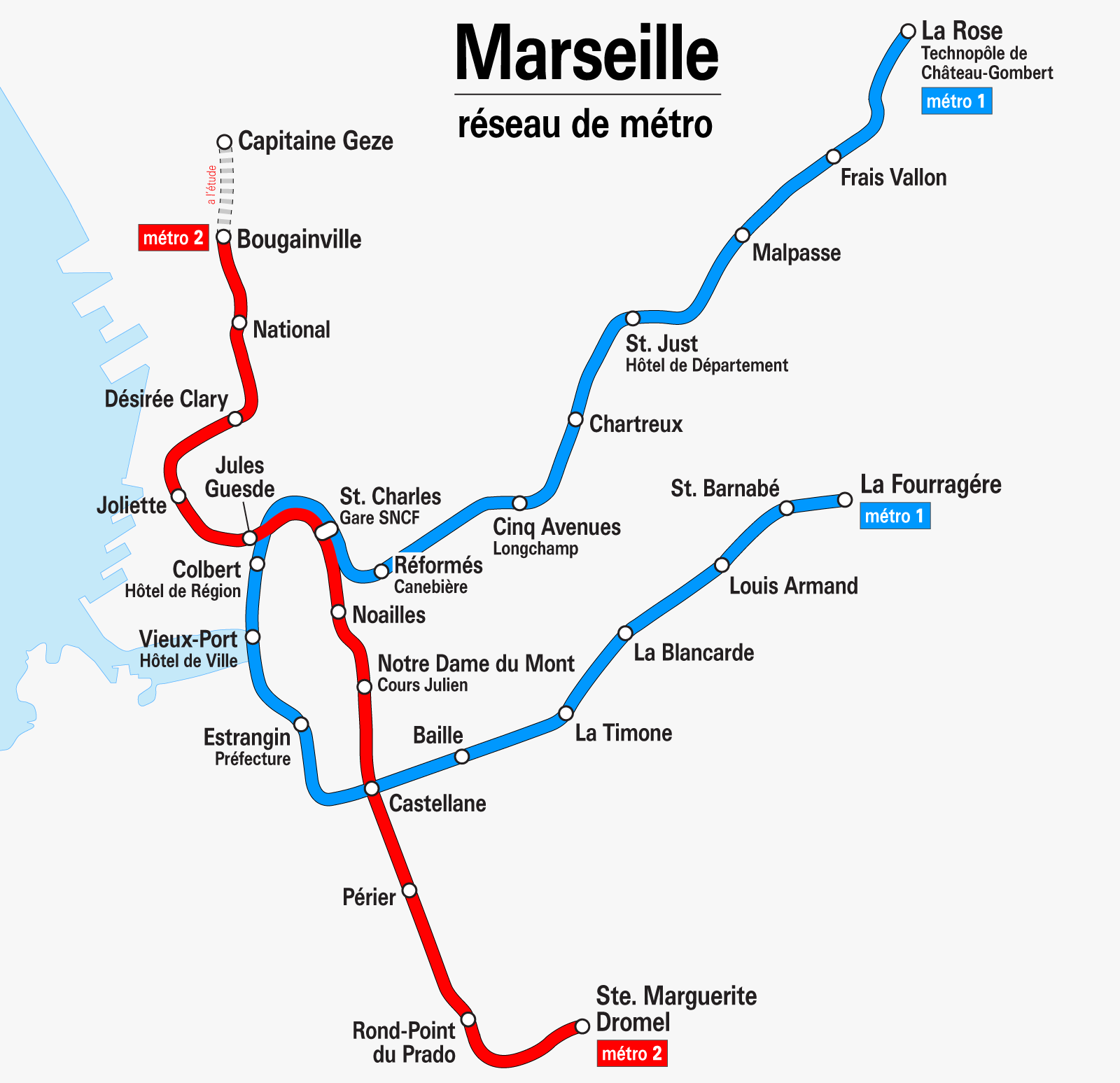
Mapa del Metro de Marsella

El Metro de Marsella és una xarxa de ferrocarril metropolità de Marsella, a França. Aquest és un metro que funciona amb neumàtics, derivat de la tecnologia desenvolupada per la RATP al Metro de París i va ser obert el 26 de novembre de 1977. Està format per dues línies, en gran part soterrades, amb una longitud total de 19 km.
Actualment hi ha dues prolongacions en marxa: la primera, a la línia 1, està en construcció; la segona, a la línia 2, està en fase d'estudi.
El Metro de Marsella és un servei públic municipal administrat i controlat per la Régie des transports de Marseille (RTM).

## Línies
| Línia   | Color    | Trajecte                         | Inauguració | Longitud | Estacions |
| ------- | -------- | -------------------------------- | ----------- | -------- | --------- |
| Línia 1 | Blava    | La Fourragère - La Rose          | 1977        | 12,7     | 18        |
| Línia 2 | Vermella | Bougainville - Sainte-Marguerite | 1984        | 8,9      | 12        |

### Línia 1
La línia 1 va ser oberta el 1977 des de Castellane fins La Rose (9.4 km i 10 estacions) i va ser perllongada el 1992 fins a La Timone. Actualment està sent prolongada cap a La Fourragère.

### Línia 2
La línia 2 va ser oberta el 1984 entre Castellane i Joillette, posteriorment entre el 1986 i 1987 va ser perllongada per ambdues bandes cap a Sainte-Marguerite Dromel i Bougainville. Una prolongació des de Sainte-Marguerite cap a St-Loup està sent estudiada.